# کنراد د لا فوئنته
کنراد د لا فوئنته (زاده ۱۶ ژوئیه ۲۰۰۱)، که گاهی با نام کنراد نیز شناخته می‌شود، یک بازیکن فوتبال حرفه‌ای اهل آمریکا است که به عنوان وینگر برای باشگاه مارسی در لیگ ۱ و تیم ملی ایالات متحده بازی می‌کند.

## دوران باشگاهی

### جوانان
کنراد که در میامی، فلوریدا، از والدینی هائیتی با تبار دومینیکن متولد شد، در سن ۱۰ سالگی زمانی که پدرش در کنسولگری هائیتی در بارسلون مشغول به کار شد، به اسپانیا نقل مکان کرد. در حالی که برای تیم جوانان محلی ام بازی می‌کرد، کشف شد و به او فرصت بازی برای بارسلونا پیشنهاد شد. او پس از پیوستن به سیستم جوانان بارسلونا در سال ۲۰۱۳ شروع به رشد کرد. او پاسپورت اسپانیایی را نیز دارد.

### بارسلونا بی
کنراد اولین بازی خود را برای ذخیره‌ها در ۱ دسامبر ۲۰۱۸ انجام داد و از روی نیمکت به میدان آمد و ۱۲ دقیقه مقابل والنسیا مستایا در سگوندا دیویسیون بی بازی کرد. او یک پنالتی را در دقایق پایانی بازی به حریف داد که باعث شد تیمش ۲–۱ عقب بیافتد، اما هم تیمی وی رونالد آرائوخو در اواخر بازی را به تساوی کشاند و بازی ۲–۲ به پایان رسید.
او اولین بازی خود در ترکیب اصلی برای این تیم را در ۱۵ دسامبر ۲۰۱۹ در برد ۳–۱ مقابل لا نوسیا انجام داد. او در دقیقه ۷۰ جای خود را به دنی مورر داد.
او اولین گل خود را برای بارسا بی در ۲ فوریه ۲۰۲۰ به ثمر رساند، در یک پیروزی ۲–۱ در وقت‌های تلف شده مقابل پرات، پس از اینکه در دقیقه ۸۱ وارد زمین شد، پیروز شد.

### بارسلونا
در ۱۲ سپتامبر ۲۰۲۰، کنراد اولین بازی خود در تیم اول را در یک بازی پیش فصل مقابل خیمناستیک تاراگونا انجام داد و در این روند تبدیل به اولین آمریکایی شد که برای تیم اصلی بارسلونا بازی می‌کند. او اولین بازی رسمی خود را برای بارسلونا در بازی مرحله گروهی لیگ قهرمانان اروپا مقابل دینامو کیف در ۲۴ نوامبر ۲۰۲۰ انجام داد و در برد ۴–۰ جایگزین فرانسیسکو ترینکائو شد. او یک بار دیگر برای بارسا در لیگ قهرمانان اروپا ظاهر شد و دوباره در پیروزی ۳–۰ خارج از خانه مقابل فرنتس‌واروش از روی نیمکت آمد و بعداً در ژانویه بعد در کوپا دل ری در پیروزی ۲–۰ خارج از خانه مقابل کورنیا نیز به بازی آمد.

### مارسی
در ۲۹ ژوئن ۲۰۲۱، کنراد با باشگاه المپیک مارسی قرارداد امضا کرد و بارسلونا بند حق دریافت ۵۰٪ از فروش آینده وی را در این قرارداد گنجاند. او اولین بازی خود در لیگ را در ۸ اوت مقابل مون‌پلیه انجام داد. او اولین پاس گل خود را در همان مسابقه در گل اول بازی در پیروزی ۳–۲ برای تیم فرانسوی داد.

## دوران ملی
کنراد سابقه پوشیدن پیراهن ایالات متحده در سطوح زیر ۱۶، زیر ۱۸ و زیر ۲۰سال را در کارنامه خود دارد. در ژوئیه ۲۰۱۹، او به تیم زیر ۲۰سال برای جام‌جهانی فوتبال زیر ۲۰سال ۲۰۱۹ در لهستان دعوت شد. او در همه مسابقات در ترکیب تیم حاضر بود اما در نهایت در یک چهارم نهایی ایالات متحده توسط اکوادور حذف شد.
او اولین فراخوان خود به تیم ملی بزرگسالان را برای بازی‌های دوستانه مقابل ولز و پاناما در نوامبر ۲۰۲۰ دریافت کرد. او اولین بازی خود را در ۱۲ نوامبر ۲۰۲۰ در بازی دوستانه مقابل ولز در ترکیب اولیه انجام داد و در دقیقه ۷۱ جای خود را به یولسیس لانز داد.

## آمار

### باشگاهی
تا تاریخ ۲۴ فوریه ۲۰۲۲
| باشگاه      | فصل        | لیگ                | لیگ  | لیگ | جام‌حذفی | جام‌حذفی | اروپا | اروپا | دیگر | دیگر | مجموع | مجموع |
| باشگاه      | فصل        | دسته               | بازی | گل  | بازی    | گل      | بازی  | گل    | بازی | گل   | بازی  | گل    |
| ----------- | ---------- | ------------------ | ---- | --- | ------- | ------- | ----- | ----- | ---- | ---- | ----- | ----- |
| بارسلونا بی | ۱۹–۲۰۱۸    | سگوندا دیویسیون بی | ۱    | ۰   | –       | –       | –     | –     | –    | –    | ۱     | ۰     |
| بارسلونا بی | ۲۰–۲۰۱۹    | سگوندا دیویسیون بی | ۳    | ۱   | –       | –       | –     | –     | ۳    | ۲    | ۶     | ۳     |
| بارسلونا بی | ۲۱–۲۰۲۰    | سگوندا دیویسیون بی | ۲۱   | ۶   | –       | –       | –     | –     | ۱    | ۰    | ۲۲    | ۶     |
| بارسلونا بی | مجموع      | مجموع              | ۲۵   | ۷   | –       | –       | –     | –     | ۴    | ۲    | ۲۹    | ۹     |
| بارسلونا    | ۲۱–۲۰۲۰    | لا لیگا            | ۰    | ۰   | ۱       | ۰       | ۲     | ۰     | ۰    | ۰    | ۳     | ۰     |
| مارسی       | ۲۲–۲۰۲۱    | لیگ ۱              | ۱۶   | ۰   | ۱       | ۰       | ۶     | ۱     | –    | –    | ۲۳    | ۱     |
| مجموع آمار  | مجموع آمار | مجموع آمار         | ۴۱   | ۷   | ۲       | ۰       | ۸     | ۱     | ۴    | ۲    | ۵۵    | ۱۰    |

1. 1 2  تعداد بازی‌های انجام شده در پلی‌آف سگوندادیویسیون بی
2. ↑  شامل شش بازی در مرحله‌دوم
3. ↑  تعداد بازی‌ها در لیگ قهرمانان اروپا
4. ↑  چهار بازی در لیگ اروپا، دو بازی و یک گل در لیگ کنفرانس اروپا

### ملی
تا تاریخ ۵ سپتامبر ۲۰۲۱
| تیم‌ملی       | سال   | بازی | گل |
| ------------ | ----- | ---- | -- |
| ایالات متحده | ۲۰۲۰  | ۱    | ۰  |
| ایالات متحده | ۲۰۲۱  | ۲    | ۰  |
| مجموع        | مجموع | ۳    | ۰  |

## افتخارات
بارسلونا
- کوپا دل ری (۱): ۲۱–۲۰۲۰